# Monument 116 jaar Javaanse immigratie

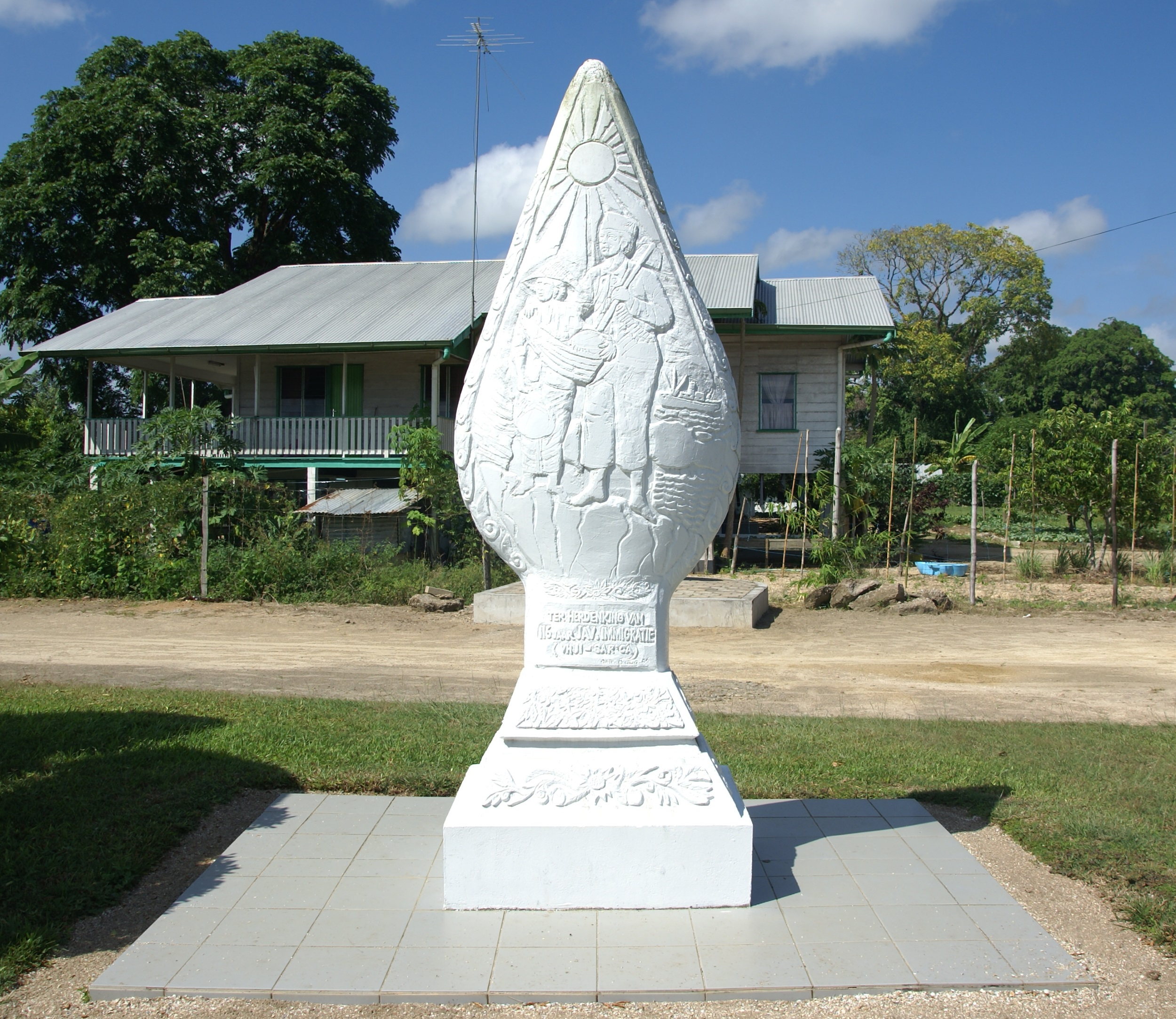
116 jaar Javaanse immigratie in Suriname.

Het monument ter ere van 116 jaar Javaanse immigratie staat op het Monumentenplein op het Monumentenplein in Groningen, Suriname.
De eerste Javaanse immigranten kwamen op 9 augustus 1890 aan wal in Suriname. De laatsten arriveerden met de Kota Gedeh in 1939, wat het totaal aan Javaanse immigranten op 34.000 bracht. Het eerste gedenkteken hiervoor werd opgericht in 1970 in Wageningen: het monument 80 jaar Javaanse immigratie, ook bekend als Pak Dipo.
In augustus 2006 werd het drie meter hoge monument 116 jaar Javaanse immigratie onthuld. Het monument werd ontworpen door Soeki Irodikromo.
Het monument heeft de vorm van een puntig toelopende gunungan en symboliseert kracht, ontwikkeling en vooruitgang in het javanisme en wajangcultuur. Voor op het monument bevindt zich een afbeelding van een Javaanse opa en oma in sarong en kabaja onder een stralende zon in reliëf. De oma draagt een slendang, de opa een pètjie. Eromheen zijn de fayalobi, de kwikwi, de kolibries, de koe, het schaap, de geit, de vruchtbomen, de wolken, de regenboog, de kreken en de rivieren van de plantages van hun nieuwe land afgebeeld. De gunan staat volgens de kunstenaar ook voor de oceaan, de vruchtbaarheid, de wereld, de welvaart en harmonie.